# Campionatul European de Scrimă din 1994
Campionatul European de Scrimă din 1994 s-a desfășurat la Cracovia în Polonia. Probele pe echipe nu au fost incluse în program.

## Rezultate

### Masculin
| Probă   | Aur                     | Argint                     | Bronz                                          |
| Spadă   | Vitali Agheev (UKR)     | Arnd Schmitt (GER)         | Michael Flegler (GER) · Paolo Milanoli (ITA)   |
| Floretă | Dmitri Șevcenko (RUS)   | Uwe Römer (GER)            | Patrice Lhotellier (FRA) · Joachim Wendt (AUT) |
| Sabie   | Raffaello Caserta (ITA) | Stanislav Pozdniakov (RUS) | Vilmoș Szabo (ROU) · Luigi Tarantino (ITA)     |

### Feminin
| Probă   | Aur                    | Argint            | Bronz                                        |
| Spadă   | Sangita Tripathi (FRA) | Karin Mayer (GER) | Katja Nass (GER) · Gianna Bürki (SUI)        |
| Floretă | Sabine Bau (GER)       | Laura Badea (ROU) | Anja Fichtel (GER) · Giovanna Trillini (ITA) |

### Clasament pe medalii
| Loc   | Țară     | Aur | Argint | Bronz | Total |
| ----- | -------- | --- | ------ | ----- | ----- |
| 1     | Rusia    | 2   | 0      | 0     | 2     |
| 2     | Germania | 1   | 3      | 3     | 7     |
| 3     | Franța   | 1   | 0      | 1     | 2     |
| 4     | Ucraina  | 1   | 0      | 0     | 1     |
| 5     | Italia   | 0   | 1      | 3     | 4     |
| 6     | România  | 0   | 1      | 1     | 2     |
| 7     | Austria  | 0   | 0      | 1     | 1     |
| 7     | Elveția  | 0   | 0      | 1     | 1     |
| Total | Total    | 5   | 5      | 10    | 20    |